# Johann Philipp Hahn
Johann Philipp Hahn (auch Johann Hahn oder Johannes Philipp Hahn; * 1690 in Großbartloff; † 1774 in Mainz) war ein deutscher Rechtswissenschaftler und Hochschullehrer.

## Leben
Hahn war Sohn des Baumeisters Wilhelm Hahn. Er absolvierte das Studium der Rechtswissenschaft an den Universitäten von Erfurt und Mainz. Am 15. Februar 1718 wurde er in Mainz zum Lic. iur. graduiert, bevor er 1719 dort eine Stelle als außerordentlicher Professor der Rechte erhielt. Am 9. Juli 1726 wurde ihm die ordentliche Professur für weltliches Recht übertragen. Seine Promotion zum Doktor beider Rechte erfolgte am 18. September 1730.
Hahn wurde 1735 neben seiner Professur Advokat am Mainzer Hofgericht. Zudem war er zwischen 1736 und 1771 Dekan der Juristischen Fakultät der Mainzer Universität. 1752 stieg er auf die Professur für Pandekten auf. Er war außerdem kaiserlicher Hofpfalzgraf sowie von Kurköln zum Hofrat ernannt worden. Er galt als hervorragender Lehrer und hielt auch nach seiner vollständigen Erblindung weiterhin bis ins hohe Alter Vorlesungen. Zu seinen Schwerpunkten gehörten das römische Recht und das Kirchenrecht.
Hahn starb wohl am 25. Januar 1774 in Mainz.
Zu scheinen Schülern zählten Johann Jakob Joseph Kirschbaum und Karl Joseph Schweikard Boost.

## Werke (Auswahl)
- Ad Leges Damnatas, Häffner, Mainz 1717.
- De poenitentia, Häffner, Mainz 1721.
- De Electione summi pontificis, Häffner, Mainz 1721.
- Ad regulam juris canonici sede vacante jurisdictio episcopi transit in capitulum ecclesiae cathedralis , Mainz 1733.
- Quaestiones juridicae-inaugurales de denuntiationibus ad praescriptum conciliorum Lateren. & Trid. Contractui matrimoniali praemittendis, Goubler, Mainz 1743.
- Compendium systematicum theoretico-practicum universi iuris, Häffner, Mainz 1743.
- Collegium Polemicum Ad Institutiones Justinianeas, Una Cum Stricturis In Hoppii Commentarium Ad Easdem, Ockel, Mainz 1748.
- Opinionum iuridicarum, quibus inscribitur: Nulla est sententia absurda adeo, quae suum non inveniat basiatorem, classes iuxta ordinem Digestorum adornatae: iunctis Stricturis in compendium Lauterbachianum, et plerarumque difficultatum explanatione, Mainz 1753.
- De jure patronatus canonici, Häffner, Mainz 1755.